# Robert Evans
Robert Evans (Nova Iorque, 29 de junho de 1930 — Beverly Hills, 26 de outubro de 2019) foi um ator e produtor cinematográfico estadunidense.
Chegou a trabalhar como ator em The Sun Also Rises e Man of a Thousand Faces antes de tornar-se executivo da Paramount Pictures, e alcançar o cargo de chefe de produção em 1968. Em sua gestão o estúdio saiu dos últimos lugares dos grandes estúdios para a liderança, com filmes como The Odd Couple, Rosemary's Baby, The Italian Job, True Grit, Love Story, The Godfather, Serpico ou O Grande Gatsby.
A partir de 1974 passou a produzir de forma independente mas ainda vinculado a Paramount. Seu primeiro trabalho assim foi Chinatown. Por ele, foi premiado com o Globo de Ouro de melhor filme dramático.
Foi casado sete vezes, entre as quais com as atrizes Sharon Hugueny, Camilla Sparv, Ali MacGraw, e Catherine Oxenberg.
Em 2002 foi lançado o documentário "The Kid Stay in the Picture" sobre a vida de Evans.
Evans faleceu aos 89 anos em 26 de outubro de 2019.

## Filmografia parcial
- 1974 - Chinatown
- 1976 - Marathon Man
- 1980 - Urban Cowboy
- 1980 - Popeye
- 1984 - The Cotton Club
- 1990 - The Two Jakes
- 1993 - Sliver
- 1996 - O Fantasma
- 1999 - The Out-of-Towners
- 2003 - Como Perder um Homem em 10 Dias